# Harald Siebert
Harald Georg Karl Siebert (ur. 17 sierpnia 1886 w Neu-Subbath, zm. 1 czerwca 1936 w Lipawie) – niemiecki lekarz psychiatra, autor licznych prac naukowych.
Syn lekarza Christiana Sieberta (1859–1926). Uczęszczał do gimnazjum w Lipawie, następnie studiował medycynę na Uniwersytecie w Dorpacie i na Uniwersytecie we Fryburgu. Studia ukończył w 1909 roku. Następnie praktykował w zakładzie psychiatrycznym w Stackeln. Od 1911 do 1912 był asystentem w zakładzie psychiatrycznym w Würzburgu. Uzupełniał studia w Berlinie, Wiedniu i Monachium. Od 1913 roku ordynator oddziału dla chorych umysłowo szpitala w Libawie.
Był żonaty z Reginą von Hadeln. Zmarł w wieku niespełna 50 lat, 1 czerwca 1936 roku.